# 特爾諾沃村市鎮
特爾諾沃村市鎮（斯洛維尼亞語： 發音：[ˈtəɾnɔu̯ska ˈʋaːs]），是斯洛維尼亞東北部的一個市镇，行政中心为特爾諾沃村。該市鎮是下施蒂里亞傳統地區的一部分，現在包含在波德拉夫統計區中。市镇面积为22.9平方公里，2002年人口数量为1,208人。

## 聚居地
除行政中心特爾諾沃村之外，該市鎮還包括如下聚居地：
- Biš
- Bišečki Vrh
- Črmlja
- Ločič
- Sovjak
- Trnovski Vrh

## 外部連結
- 官方网站  （斯洛文尼亚文）
- Municipality of Trnovska Vas on Geopedia （页面存档备份，存于）